# Eulogy Recordings
Eulogy Recordings — музичний лейбл з міста Форт-Лодердейл, Флорида. Компанія переважно спеціалізується на виданні альбомів у стилі важкого панк-року та проповідує філософію Straight edge. Заснував Eulogy Recordings відомий музикант Джон Вілі. Лейбл має тісні зв’язки з іншим лейблом Hand of Hope. Також лейбл Goodbye Blue Skies видає альбоми артистів, які мають контракт з Eulogy Recordings. У Європі альбоми компанії спочатку видавались через Good Life Recordings та згодом новий контракт був підписаний з Alveran Records.

## Список музикантів з якими Eulogy Recordings має дійсний контракт
- Age of Ruin
- American Sixgun
- Barricade
- Black My Heart
- The Burning Season
- Casey Jones
- Creatures
- Die Young
- Hoods
- Kids Like Us
- Kingdom
- Knock Em' Dead
- Know The Score
- Living Hell
- Nevea Tears
- Rhinoceros
- Rosaline
- Shattered Realm
- The Mongoloids
- The Spotlight
- Thick As Blood
- Turmoil
- xTyrantx
- Will to Live
- Wisdom in Chains
- Fallen From The Sky
- Years Spent Cold

## Список музикантів з якими Eulogy Recordings мав контракти у минулому
- 200 North
- Arma Angelus
- Bird of Ill Omen
- Bury Your Dead
- Calico System
- Christiansen
- Dashboard Confessional
- Evergreen Terrace
- Forever and a Day
- Glasseater
- Keepsake
- Morning Again
- New Found Glory
- On Broken Wings
- Red Letter Day
- Paddock Park
- Set Your Goals
- Split Fifty (Broken Up)
- Summers End
- This Day Forward
- A Day To Remember
- Twelve Tribes
- Unearth
- Unsung Zeros
- Upheaval
- Walls of Jericho
- The Warriors
- Where Fear and Weapons Meet